# Pinscher alemão

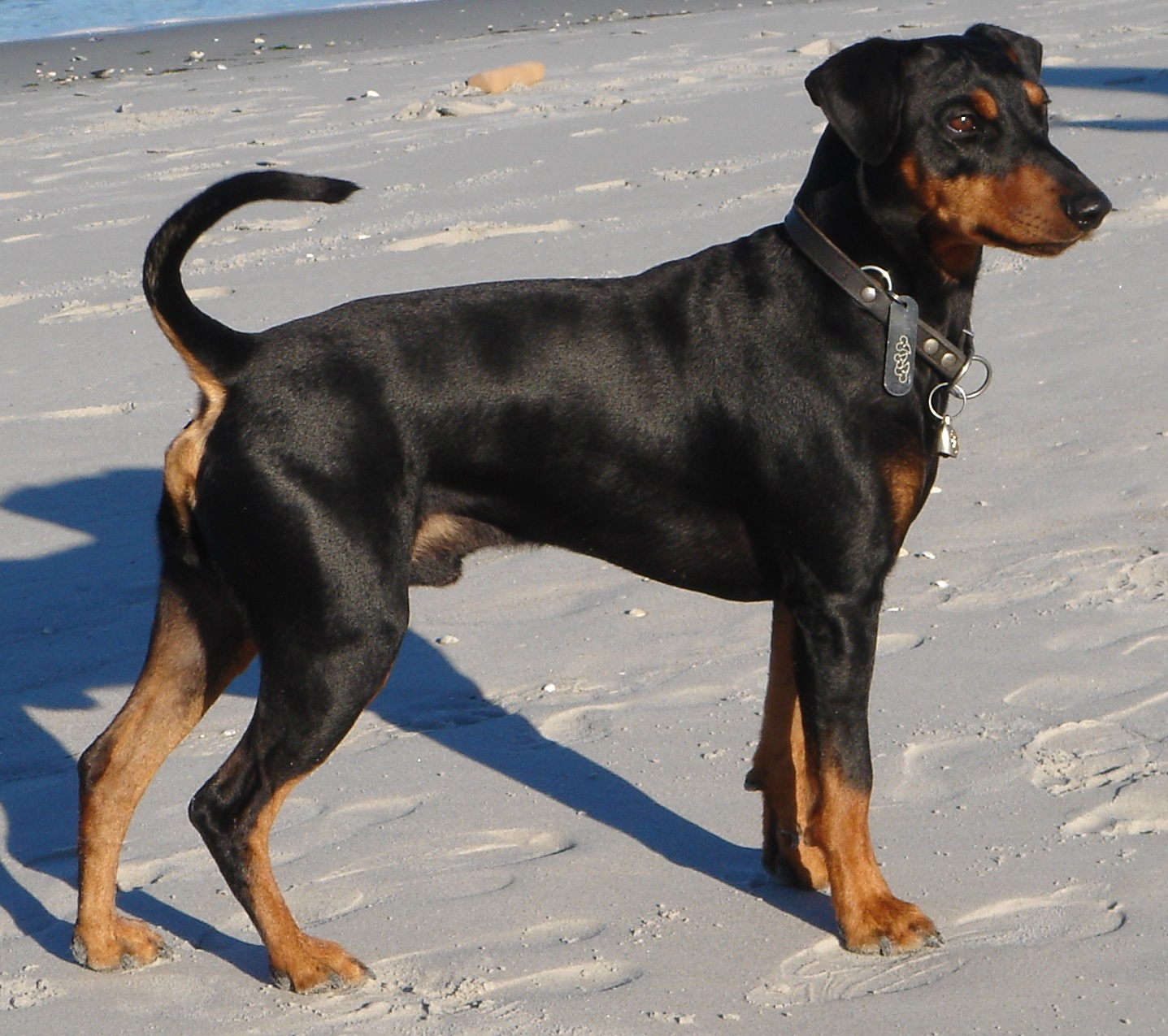
Pinscher alemão, raça de porte médio

Pinscher alemão[Nota] (em alemão:  Deutscher Pinscher) é uma raça de cães de porte médio do grupo pinscher originária da Alemanha, e estaria supostamente inclusa nas origens do doberman, do pinscher miniatura, do affenpinscher e do schnauzer miniatura. De origem desconhecida, teria sido retratada em pinturas do século XVIII. Usada para guarda e companhia, e quase extinta após a Segunda Guerra Mundial, foi salva por Werner Jung. Fisicamente sua pelagem é curta, lisa e brilhante, variando do ruivo ao preto, mono ou bicolor. Seu temperamento é classificado como fiel, possessivo e autoconfiante. Por ser inteligente, é procurado para cão de guarda de lares.

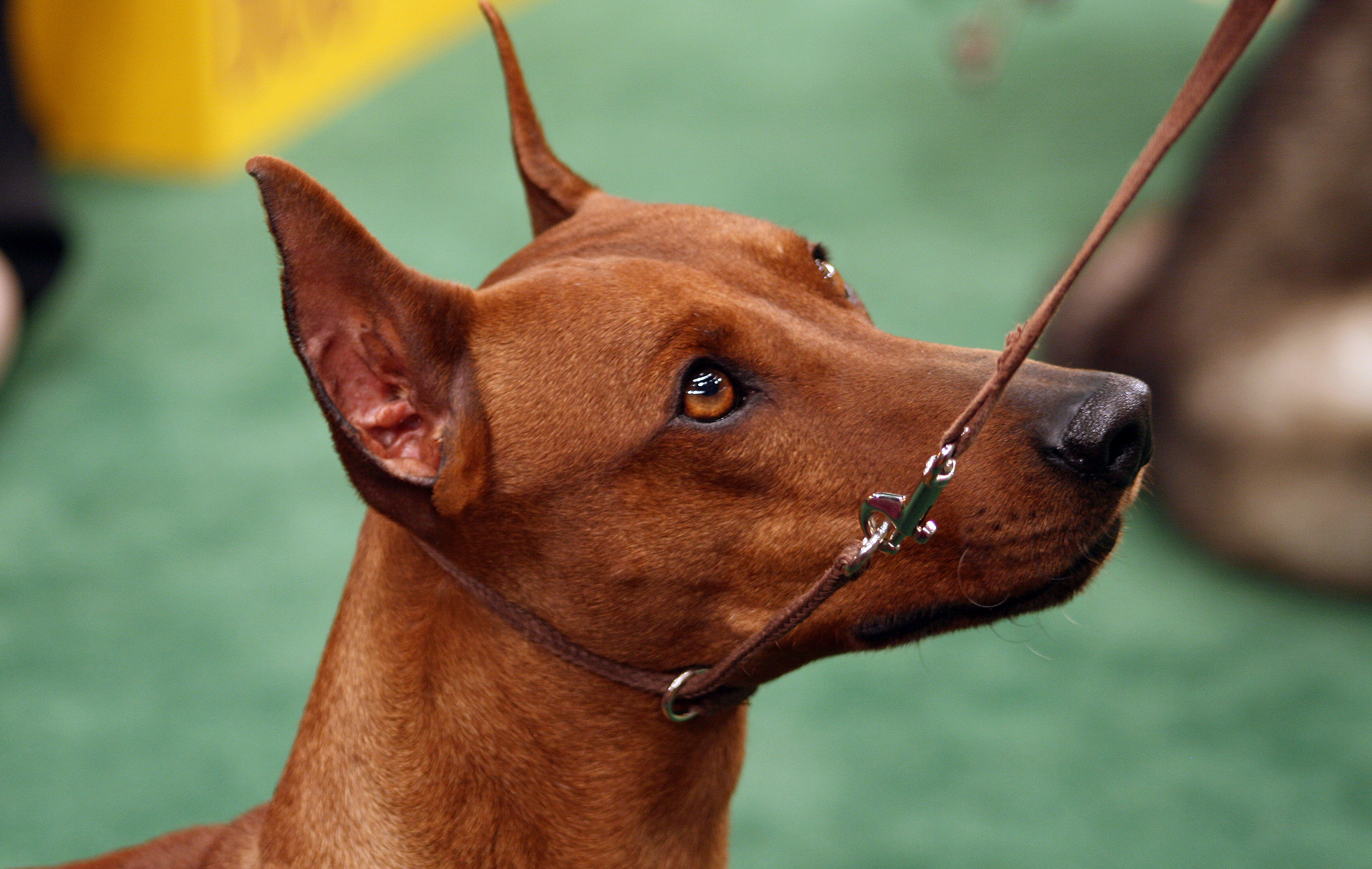
Pinscher alemão, castanho (ruivo), de orelhas cortadas